# Arboys-en-Bugey
Arboys-en-Bugey es una comuna francesa situada en el departamento de Ain, de la región de Auvernia-Ródano-Alpes.

## Historia
Fue creada el 1 de enero de 2016, en aplicación de una resolución del prefecto de Ain del 29 de septiembre de 2015 con la unión de las comunas de Arbignieu y Saint-Bois, pasando a estar el ayuntamiento en la antigua comuna de Arbignieu.

## Demografía
| Gráfica de evolución demográfica de Arboys-en-Bugey entre 1800 y 2013 |
|                                                                       |

Los datos parciales entre 1800 y 2013 son el resultado de sumar los parciales de las dos comunas que forman la nueva comuna de Arboys-en-Bugey, cuyos datos se han cogido de 1800 a 1999 (o a 2006 según corresponda), para las comunas de Arbignieu y Saint-Bois de la página francesa EHESS/Cassini. Los demás datos se han cogido de la página del INSEE.

## Composición
| Comuna delegada | Código INSEE | Población (2013) | Superficie (km²) | Densidad (hab./km²) |
| --------------- | ------------ | ---------------- | ---------------- | ------------------- |
| Arbignieu       | 01015        | 495              | 13.07            | 38                  |
| Saint-Bois      | 01340        | 136              | 9.42             | 14                  |